# شوتا سونودا
شوتا سونودا (انگلیسی: Shuta Sonoda؛ زادهٔ ۶ فوریهٔ ۱۹۶۹) بازیکن فوتبال اهل ژاپن است.
از باشگاه‌هایی که در آن بازی کرده‌است می‌توان به باشگاه فوتبال آویسپا فوکوئوکا اشاره کرد.